# Ara la Gent
Ara la Gent (ALG) és un moviment polític de la Unió Europea. Va ser fundat l'abril de 2018 amb una declaració signada per Catarina Martins del partit portuguès Bloc d'Esquerra, Pablo Iglesias de l'espanyol Podem, i Jean-Luc Mélenchon del francès La França Insubmisa. El 2024 la majoria dels partits que integraven el moviment van fundar el partit europeu Aliança d'Esquerra Europea pels Pobles i el Planeta.

## Història

### Eleccions europees de 2019
Després de les preocupacions sobre la política d'austeritat del llavors govern grec d'Alexis Tsipras (Syriza), La França Insubmisa va abandonar el Partit de l'Esquerra Europea, promovent la creació de la plataforma Ara la Gent, a la qual ràpidament es van unir Podemos i el Bloc d'Esquerra. El juny de 2018, l'Aliança Roja-Verda danesa, l'Aliança d'Esquerra finlandesa i el Partit de l'Esquerra suec es van sumar a la plataforma. En aquell moment, els partits portuguès, finlandès i danès eren membres tant de la plataforma com del Partit de l'Esquerra Europea.
Poder al Poble, una coalició de diversos petits partits i organitzacions d'esquerres a Itàlia, també "prestava el seu suport" al ALG, considerant-lo "una plataforma molt important, proposada per tres de les alternatives més populars d'Europa, que no podem ignorar”. No obstant això, com que no van participar en les eleccions al Parlament Europeu de 2019, no va ser membre de ple dret.
A les eleccions europees d'aquell mateix any, els partits associats a Ara la Gent van aconseguir un total de 14 escons. La França Insubmisa en va guanyar sis, el màxim dels partits constituents de la plataforma, mentre que Podemos en va aconseguir 3.
A la IX legislatura del Parlament Europeu, els partits que conformaven Ara la Gent es va unir amb altres partits d'esquerra i independentistes, inclòs el Partit de l'Esquerra Europea, del qual es va separar la plataforma, en el grup de l'Esquerra Unitària Europea/Esquerra Verda Nòrdica, que posteriorment es va reanomenar L'Esquerra en el Parlament Europeu.

### Eleccions europees de 2024
Abans de les eleccions al Parlament Europeu de 2024, els líders dels sis partits d'Ara la Gent van signar un manifest comú després de reunir-se a París. Posteriorment, es va llançar el manifest "10 punts per una Europa d'Esquerra Verda: Europa per al poble", que va ser signat pels sis partits membres, juntament amb el partit Esquerra Italiana, L'Esquerra d'Alemanya, el partit basc Euskal Herria Bildu, i el partit luxemburguès L'Esquerra.
En aquestes eleccions, la representació general de l'aliança va augmentar de 13 a 18 eurodiputats, amb La França Insubmisa aconseguint nou eurodiputats, l'Aliança d'Esquerra i obtenint tres, Podem i el Partit de l'Esquerra assolint dos, i l'Aliança Verda i el Bloc d'Esquerra aconseguint un. Després de les eleccions, els tres diputats de L'Esquerra d'Alemanya i els dos de l'Esquerra Italiana, aconseguits dins la coalició Aliança Verds i Esquerra, es van sumar al moviment, augmentant a 23 els eurodiputats de l'aliança.

### Creació de l'Aliança d'Esquerra Europea
El 19 de setembre de 2024 es va anunciar que els sis membres originals d'Ara la Gent, juntament amb el partit polonès Junts, estarien creant un nou partit polític europeu, que finalment es va materialitzar el 23 de setembre sota el nom d'Aliança d'Esquerra Europea pels Pobles i el Planeta i es va publicar a l'Autoritat per als partits polítics europeus i les fundacions polítiques europees el 27 de setembre.

## Membres
Una vegada finalitzades les eleccions al Parlament Europeu de 2024, formaven part de l'aliança un total de 8 formacions de 8 estats membres de la Unió Europea:
| Estat     | Partit               | ELA | Eurodiputats | Diputats |
| --------- | -------------------- | --- | ------------ | -------- |
| Dinamarca | Aliança Roja-Verda   | Sí  | 1 / 15       | 9 / 179  |
| Alemanya  | L'Esquerra           | No  | 3 / 96       | 28 / 736 |
| Finlàndia | Aliança d'Esquerra   | Sí  | 3 / 15       | 11 / 200 |
| França    | La França Insubmisa  | Sí  | 9 / 81       | 71 / 577 |
| Itàlia    | Esquerra Italiana    | No  | 2 / 76       | 4 / 400  |
| Portugal  | Bloc d'Esquerra      | Sí  | 1 / 21       | 1 / 230  |
| Espanya   | Podem                | Sí  | 2 / 61       | 4 / 350  |
| Suècia    | Partit de l'Esquerra | Sí  | 2 / 21       | 24 / 349 |